# Entangled in Chaos
Entangled in Chaos är det amerikanska death metal-bandet Morbid Angels första livealbum, som gavs ut den 11 maj 1996 av skivbolaget Earache Records. 

## Låtförteckning
1. "Immortal Rites" – 4:08
2. "Blasphemy of the Holy Ghost" – 3:31
3. "Sworn to the Black" – 3:49
4. "Lord of All Fevers and Plague" – 3:56
5. "Blessed Are the Sick" – 2:48
6. "Day of Suffering" – 2:02
7. "Chapel of Ghouls" – 3:47
8. "Maze of Torment" – 4:25
9. "Rapture" – 4:07
10. "Blood on My Hands" – 3:41
11. "Dominate" – 2:54

## Medverkande
Musiker (Morbid Angel-medlemmar)
- Trey Azagthoth – gitarr
- Pete Sandoval – trummor
- David Vincent – basgitarr, sång
- Erik Rutan – gitarr

Produktion
- Trey Azagthoth – producent, mastering
- Wes Faulkner – ljudtekniker
- Tom Morris – ljudmix, mastering
- Dan Muro – omslagsdesign
- Paul Harries – foto